# Tierra Blanca, Tuxpan
Tierra Blanca är en ort i Mexiko.   Den ligger i kommunen Tuxpan och delstaten Veracruz, i den sydöstra delen av landet, 240 km nordost om huvudstaden Mexico City. Tierra Blanca ligger 16 meter över havet och antalet invånare är 1 165.
Terrängen runt Tierra Blanca är platt. Runt Tierra Blanca är det ganska tätbefolkat, med 120 invånare per kvadratkilometer. Närmaste större samhälle är Tuxpan de Rodríguez Cano, 10,7 km nordost om Tierra Blanca. Trakten runt Tierra Blanca består till största delen av jordbruksmark.